# Anisocentropus fulgidus
Anisocentropus fulgidus är en nattsländeart som beskrevs av Navás 1933. Anisocentropus fulgidus ingår i släktet Anisocentropus och familjen Calamoceratidae. Inga underarter finns listade i Catalogue of Life.